# Ascaphus
Ascaphus Stejneger, 1899 è un genere di anfibi anuri, unico appartenente della famiglia Ascaphidae Fejérváry, 1923, endemico degli Stati Uniti nord-occidentali.

## Descrizione
Sono anuri molto primitivi che presentano un corpo ruvido di colore verde, grigio o bruno e zampe che si presentano adatte per il nuoto essendo una specie prevalentemente acquatica.
Il maschio presenta un prolungamento della cloaca, simile ad una codina, che funge da organo copulatore.

## Biologia
Lo sviluppo degli Ascaphidae è molto particolare, infatti dopo che avviene la schiusa delle uova i girini impiegano due anni per maturare e diventare adulti.

## Distribuzione e habitat
Vivono principalmente nelle zone umide vicino ai ruscelli a carattere torrentizio, che scendono verso l'oceano Pacifico.

## Tassonomia
In passato ascritto alla famiglia dei Leiopelmatidae, dopo revisione tassonomica è ora inserito nella famiglia Ascaphidae.
Comprende due specie:
- Ascaphus montanus Mittleman et Myers, 1949.
- Ascaphus truei Stejneger, 1899